# مغنولية نيلغيرية
ماغنوليا نيلغيرية (الاسم العلمي:Magnolia nilagirica) هي نوع من النباتات تتبع جنس الماغنوليا من الفصيلة الماغنولية.